# 阿兰迪利亚
阿兰迪利亚，是西班牙卡斯蒂利亚-莱昂布尔戈斯省的一个市镇。总面积27平方公里，总人口195人（2001年），人口密度7人/平方公里。